# Brookville (Kansas)
Brookville è una città degli Stati Uniti d'America della contea di Saline nello Stato del Kansas.